# Evan Strong
Evan Strong, né le 13 novembre 1986, est un snowboardeur américain.

## Palmarès

### Jeux paralympiques d'hiver
- Jeux paralympiques d'hiver de 2018
  -  Médaille d'argent en Banked Slalom
  - 4e en Snowboard Cross
- Jeux paralympiques d'hiver de 2014
  -  Médaille d'or en Snowboard Cross